# یواس‌اس ویسکانسین (بی‌بی-۶۴)
یواس‌اس ویسکانسین (بی‌بی-۶۴) (به انگلیسی: USS Wisconsin (BB-64)) یک کشتی بود که طول آن ۸۸۷٫۲ فوت (۲۷۰٫۴ متر) بود. این کشتی در سال ۱۹۴۳ ساخته شد.